# 16e étape du Tour d'Espagne 2006
Pour un article plus général, voir Tour d'Espagne 2006.
La 16e étape du Tour d'Espagne 2006 a eu lieu le 12 septembre 2006 entre la ville d'Almería et l'Observatoire de Calar Alto sur une distance de 145 km. Elle a été remportée par l'Espagnol Igor Antón (Euskaltel-Euskadi) quis'impose au sommet en solitaire devant son compatriote Alejandro Valverde (Caisse d'Épargne-Illes Balears) et le Kazakh Alexandre Vinokourov (Astana). Valverde conserve le maillot doré de leader du classement général à l'issue de l'étape.

## Profil et parcours
Première étape de montagne en Andalousie. Trois cols au programme, dont la montée finale vers l'observatoire de Calar Alto :
- Alto de Velefique (1e cat.)
- Alto de Calar Alto (1e cat.)
- Observatoire de Calar Alto (cat. E)

## Déroulement

### Récit
Après une échappée matinale, le regroupement s'opère en tête de course dans la dernière montée. À 5 kilomètres de l'arrivée, Igor Antón attaque en compagnie de son coéquipier Landaluze. Derrière eux, Alejandro Valverde gère tranquillement sa montée et les attaques de Vinokourov. Antón termine seul en tête, devant Valverde qui grappille encore quelques secondes au Kazakh, troisième.
Andrey Kashechkin perd plus d'une minute.

### Points distribués
| Premier   | Frédéric Bessy France | 4 pts |
| Second    | Óscar Pereiro Espagne | 2 pts |
| Troisième | Evgueni Petrov Russie | 1 pt  |

| Premier   | Daniel Becke Allemagne        | 4 pts |
| Second    | Alessandro Spezialetti Italie | 2 pts |
| Troisième | Dmitriy Fofonov Kazakhstan    | 1 pt  |

| Premier   | Egoi Martínez Espagne         | 16 pts |
| Second    | Pietro Caucchioli Italie      | 12 pts |
| Troisième | Kurt Asle Arvesen Norvège     | 10 pts |
| Quatrième | Dmitriy Fofonov Kazakhstan    | 8 pts  |
| Cinquième | José Antonio Redondo Espagne  | 6 pts  |
| Sixième   | Sébastien Minard France       | 4 pts  |
| Septième  | Alessandro Spezialetti Italie | 3 pts  |
| Huitième  | Mauricio Ardila Colombie      | 2 pts  |
| Neuvième  | Íñigo Chaurreau Espagne       | 1 pts  |

| Premier   | Egoi Martínez Espagne        | 16 pts |
| Second    | Pietro Caucchioli Italie     | 12 pts |
| Troisième | Óscar Pereiro Espagne        | 10 pts |
| Quatrième | José Antonio Redondo Espagne | 8 pts  |
| Cinquième | Íñigo Chaurreau Espagne      | 6 pts  |
| Sixième   | Sébastien Minard France      | 4 pts  |
| Septième  | Dmitriy Fofonov Kazakhstan   | 3 pts  |
| Huitième  | Kurt Asle Arvesen Norvège    | 2 pts  |
| Neuvième  | Daniel Becke Allemagne       | 1 pts  |

| Premier   | Igor Antón Espagne              | 30 pts |
| Second    | Alejandro Valverde Espagne      | 25 pts |
| Troisième | Alexandre Vinokourov Kazakhstan | 20 pts |
| Quatrième | Samuel Sánchez Espagne          | 16 pts |
| Cinquième | Carlos Sastre Espagne           | 12 pts |
| Sixième   | Thomas Danielson États-Unis     | 10 pts |
| Septième  | Manuel Beltrán Espagne          | 8 pts  |
| Huitième  | Luis Perez Espagne              | 6 pts  |
| Neuvième  | José Antonio Redondo Espagne    | 4 pts  |
| Dixième   | Stijn Devolder Belgique         | 3 pts  |
| Onzième   | Egoi Martínez Espagne           | 2 pts  |
| Douzième  | Danilo Di Luca Italie           | 1 pts  |

## Classement de l'étape
| \| Classement de l'étape \| Classement de l'étape \| Classement de l'étape \| Classement de l'étape \| Classement de l'étape \| \| Coureur \| Coureur \| Pays \| Équipe \| Temps \| \| --------------------- \| --------------------- \| --------------------- \| ------------------------------- \| --------------------- \| \| 1er \| Igor Antón \| Espagne \| Euskaltel-Euskadi \| 4 h 29 min 42 s \| \| 2e \| Alejandro Valverde \| Espagne \| Caisse d'Épargne-Illes Balears \| + 23 s \| \| 3e \| Alexandre Vinokourov \| Kazakhstan \| Astana \| + 23 s \| \| 4e \| Samuel Sánchez \| Espagne \| Euskaltel-Euskadi \| + 23 s \| \| 5e \| Carlos Sastre \| Espagne \| CSC \| + 28 s \| \| 6e \| Tom Danielson \| États-Unis \| Discovery Channel \| DQ \| \| 7e \| Manuel Beltrán \| Espagne \| Discovery Channel \| + 42 s \| \| 8e \| Luis Pérez Rodríguez \| Espagne \| Cofidis-Le Crédit par Téléphone \| + 1 min 10 s \| \| 9e \| José Antonio Redondo \| Espagne \| Astana \| + 1 min 13 s \| \| 10e \| Stijn Devolder \| Belgique \| Discovery Channel \| + 1 min 15 s \| |                      |            |                                 |                 |
| |                      |            |                                 |                 |
| |                      |            |                                 |                 |
| Classement de l'étape |                      |            |                                 |                 |
| Coureur | Coureur              | Pays       | Équipe                          | Temps           |
| 1er | Igor Antón           | Espagne    | Euskaltel-Euskadi               | 4 h 29 min 42 s |
| 2e | Alejandro Valverde   | Espagne    | Caisse d'Épargne-Illes Balears  | + 23 s          |
| 3e | Alexandre Vinokourov | Kazakhstan | Astana                          | + 23 s          |
| 4e | Samuel Sánchez       | Espagne    | Euskaltel-Euskadi               | + 23 s          |
| 5e | Carlos Sastre        | Espagne    | CSC                             | + 28 s          |
| 6e | Tom Danielson        | États-Unis | Discovery Channel               | DQ              |
| 7e | Manuel Beltrán       | Espagne    | Discovery Channel               | + 42 s          |
| 8e | Luis Pérez Rodríguez | Espagne    | Cofidis-Le Crédit par Téléphone | + 1 min 10 s    |
| 9e | José Antonio Redondo | Espagne    | Astana                          | + 1 min 13 s    |
| 10e | Stijn Devolder       | Belgique   | Discovery Channel               | + 1 min 15 s    |

## Classement général
Après cette nouvelle étape dont l'arrivée est tracée au sommet, l'Espagnol Alejandro Valverde (Caisse d'Épargne-Illes Balears) conserve le maillot doré de leader du classement général. Il termine l'étape dans le même temps que le Kazakh Alexandre Vinokourov (Astana) qui profite également des bonifications pour remonter au second rang du classement général, dans le même temps que Carlos Sastre (CSC), à 1 minute et 42 secondes du leader. Andrey Kashechkin perd plus de deux minutes et chute à la 4e place à plus de deux minutes.
| \| Classement général \| Classement général \| Classement général \| Classement général \| Classement général \| \| Coureur \| Coureur \| Pays \| Équipe \| Temps \| \| ------------------ \| -------------------------- \| ------------------ \| ------------------------------ \| ------------------ \| \| 1er \| Alejandro Valverde \| Espagne \| Caisse d'Épargne-Illes Balears \| 63 h 18 min 16 s \| \| 2e \| Alexandre Vinokourov \| Kazakhstan \| Astana \| + 1 min 42 s \| \| 3e \| Carlos Sastre \| Espagne \| CSC \| + 1 min 42 s \| \| 4e \| Andrey Kashechkin \| Kazakhstan \| Astana \| + 2 min 05 s \| \| 5e \| José Ángel Gómez Marchante \| Espagne \| Saunier Duval-Prodir \| + 4 min 23 s \| \| 6e \| Manuel Beltrán \| Espagne \| Discovery Channel \| + 5 min 34 s \| \| 7e \| Danilo Di Luca \| Italie \| Liquigas \| + 5 min 56 s \| \| 8e \| Vladimir Karpets \| Russie \| Caisse d'Épargne-Illes Balears \| + 6 min 29 s \| \| 9e \| Samuel Sánchez \| Espagne \| Euskaltel-Euskadi \| + 7 min 53 s \| \| 10e \| Tom Danielson \| États-Unis \| Discovery Channel \| DQ \| |                            |            |                                |                  |
| |                            |            |                                |                  |
| |                            |            |                                |                  |
| Classement général |                            |            |                                |                  |
| Coureur | Coureur                    | Pays       | Équipe                         | Temps            |
| 1er | Alejandro Valverde         | Espagne    | Caisse d'Épargne-Illes Balears | 63 h 18 min 16 s |
| 2e | Alexandre Vinokourov       | Kazakhstan | Astana                         | + 1 min 42 s     |
| 3e | Carlos Sastre              | Espagne    | CSC                            | + 1 min 42 s     |
| 4e | Andrey Kashechkin          | Kazakhstan | Astana                         | + 2 min 05 s     |
| 5e | José Ángel Gómez Marchante | Espagne    | Saunier Duval-Prodir           | + 4 min 23 s     |
| 6e | Manuel Beltrán             | Espagne    | Discovery Channel              | + 5 min 34 s     |
| 7e | Danilo Di Luca             | Italie     | Liquigas                       | + 5 min 56 s     |
| 8e | Vladimir Karpets           | Russie     | Caisse d'Épargne-Illes Balears | + 6 min 29 s     |
| 9e | Samuel Sánchez             | Espagne    | Euskaltel-Euskadi              | + 7 min 53 s     |
| 10e | Tom Danielson              | États-Unis | Discovery Channel              | DQ               |

Tom Danielson, a été déclassé par l'UCI en 2012.

## Classements annexes
| Classement par points | Classement par points | Classement par points | Classement par points          | Classement par points |
| Coureur               | Coureur               | Pays                  | Équipe                         | Points                |
| --------------------- | --------------------- | --------------------- | ------------------------------ | --------------------- |
| 1er                   | Thor Hushovd          | Norvège               | Crédit Agricole                | 169 pts               |
| 2e                    | Alejandro Valverde    | Espagne               | Caisse d'Épargne-Illes Balears | 109 pts               |
| 3e                    | Alexandre Vinokourov  | Kazakhstan            | Astana                         | 98 pts                |
| 4e                    | Francisco Ventoso     | Espagne               | Saunier Duval-Prodir           | 89 pts                |
| 5e                    | Stuart O'Grady        | Australie             | CSC                            | 82 pts                |

| Classement par points | Classement par points | Classement par points | Classement par points          | Classement par points |
| Coureur               | Coureur               | Pays                  | Équipe                         | Points                |
| --------------------- | --------------------- | --------------------- | ------------------------------ | --------------------- |
| 1er                   | Thor Hushovd          | Norvège               | Crédit Agricole                | 169 pts               |
| 2e                    | Alejandro Valverde    | Espagne               | Caisse d'Épargne-Illes Balears | 109 pts               |
| 3e                    | Alexandre Vinokourov  | Kazakhstan            | Astana                         | 98 pts                |
| 4e                    | Francisco Ventoso     | Espagne               | Saunier Duval-Prodir           | 89 pts                |
| 5e                    | Stuart O'Grady        | Australie             | CSC                            | 82 pts                |

| Classement de la montagne | Classement de la montagne | Classement de la montagne | Classement de la montagne      | Classement de la montagne |
| Coureur                   | Coureur                   | Pays                      | Équipe                         | Points                    |
| ------------------------- | ------------------------- | ------------------------- | ------------------------------ | ------------------------- |
| 1er                       | Pietro Caucchioli         | Italie                    | Crédit Agricole                | 105 pts                   |
| 2e                        | Egoi Martínez             | Espagne                   | Discovery Channel              | 101 pts                   |
| 3e                        | Alejandro Valverde        | Espagne                   | Caisse d'Épargne-Illes Balears | 75 pts                    |
| 4e                        | José Miguel Elías         | Espagne                   | Relax-GAM                      | 70 pts                    |
| 5e                        | Igor Antón                | Espagne                   | Euskaltel-Euskadi              | 57 pts                    |

| Classement de la montagne | Classement de la montagne | Classement de la montagne | Classement de la montagne      | Classement de la montagne |
| Coureur                   | Coureur                   | Pays                      | Équipe                         | Points                    |
| ------------------------- | ------------------------- | ------------------------- | ------------------------------ | ------------------------- |
| 1er                       | Pietro Caucchioli         | Italie                    | Crédit Agricole                | 105 pts                   |
| 2e                        | Egoi Martínez             | Espagne                   | Discovery Channel              | 101 pts                   |
| 3e                        | Alejandro Valverde        | Espagne                   | Caisse d'Épargne-Illes Balears | 75 pts                    |
| 4e                        | José Miguel Elías         | Espagne                   | Relax-GAM                      | 70 pts                    |
| 5e                        | Igor Antón                | Espagne                   | Euskaltel-Euskadi              | 57 pts                    |

| Classement du combiné | Classement du combiné | Classement du combiné | Classement du combiné          | Classement du combiné |
| Coureur               | Coureur               | Pays                  | Équipe                         | Points                |
| --------------------- | --------------------- | --------------------- | ------------------------------ | --------------------- |
| 1er                   | Alejandro Valverde    | Espagne               | Caisse d'Épargne-Illes Balears | 6 pts                 |
| 2e                    | Alexandre Vinokourov  | Kazakhstan            | Astana                         | 13 pts                |
| 3e                    | Carlos Sastre         | Espagne               | CSC                            | 17 pts                |
| 4e                    | Andrey Kashechkin     | Kazakhstan            | Astana                         | 26 pts                |
| 5e                    | Danilo Di Luca        | Italie                | Liquigas                       | 29 pts                |

| Classement du combiné | Classement du combiné | Classement du combiné | Classement du combiné          | Classement du combiné |
| Coureur               | Coureur               | Pays                  | Équipe                         | Points                |
| --------------------- | --------------------- | --------------------- | ------------------------------ | --------------------- |
| 1er                   | Alejandro Valverde    | Espagne               | Caisse d'Épargne-Illes Balears | 6 pts                 |
| 2e                    | Alexandre Vinokourov  | Kazakhstan            | Astana                         | 13 pts                |
| 3e                    | Carlos Sastre         | Espagne               | CSC                            | 17 pts                |
| 4e                    | Andrey Kashechkin     | Kazakhstan            | Astana                         | 26 pts                |
| 5e                    | Danilo Di Luca        | Italie                | Liquigas                       | 29 pts                |

| Classement par équipes | Classement par équipes         | Classement par équipes | Classement par équipes |
| Équipe                 | Équipe                         | Pays                   | Temps                  |
| ---------------------- | ------------------------------ | ---------------------- | ---------------------- |
| 1re                    | Discovery Channel              | États-Unis             | 189 h 24 min 00 s      |
| 2e                     | Caisse d'Épargne-Illes Balears | Espagne                | + 13 min 16 s          |
| 3e                     | Astana                         | Espagne                | + 17 min 36 s          |
| 4e                     | Euskaltel-Euskadi              | Espagne                | + 22 min 59 s          |
| 5e                     | CSC                            | Danemark               | + 47 min 39 s          |

| Classement par équipes | Classement par équipes         | Classement par équipes | Classement par équipes |
| Équipe                 | Équipe                         | Pays                   | Temps                  |
| ---------------------- | ------------------------------ | ---------------------- | ---------------------- |
| 1re                    | Discovery Channel              | États-Unis             | 189 h 24 min 00 s      |
| 2e                     | Caisse d'Épargne-Illes Balears | Espagne                | + 13 min 16 s          |
| 3e                     | Astana                         | Espagne                | + 17 min 36 s          |
| 4e                     | Euskaltel-Euskadi              | Espagne                | + 22 min 59 s          |
| 5e                     | CSC                            | Danemark               | + 47 min 39 s          |